# 기예르모 빌라스
기예르모 빌라스(스페인어: Guillermo Vilas, 1952년 8월 17일 ~ )는 아르헨티나의 은퇴한 전 프로 테니스 선수이다.
왼손잡이인 빌라스는 1969년 첫 투어 대회에 참가하여 1974년부터 1982년까지 연말 랭킹 10위권에 들었다. 그는 클레이 코트 전문 선수로 유명했지만, 하드, 잔디, 그리고 카펫 코트에서 또한 좋은 성적을 보였다.
빌라스는 그랜드 슬램 단식 타이틀을 획득한 최초의 남미 선수로서, 총 4개의 그랜드 슬램 타이틀을 획득했다(1977년 프랑스 오픈, 1977년 US 오픈(둘 다 클레이), 1978•79년 호주 오픈(둘 다 잔디)). 또한 프랑스 오픈에서 세 번(1975, 1978, 1982년), 그리고 호주 오픈에서 한 번(1977년) 준우승했다.